# Linia C metra w Nowym Jorku

Mapa linii

Linia C – linia metra nowojorskiego. Jest oznaczona kolorem niebieskim na znakach stacji, znakach trasy oraz na oficjalnych mapach metra. Na swoim przebiegu przez Manhattan nosi nazwę IND Eighth Avenue Line.
Linia C kursuje przez cały czas z wyjątkiem późnych godzin nocnych, dzięki czemu obsługuje wszystkie przystanki od 168th Street w Washington Heights na Manhattanie do Euclid Avenue w City Line na Brooklynie przez Central Park West i Eighth Avenue na Manhattanie oraz Fulton Street na Brooklynie. Podczas późnych godzin nocnych trasę linii C obsługuje ekspresowo linia A.
Linia C biegnie w całości pod ziemią.